# Don Richard Riso
Don Richard Riso (Biloxi, 1946 — Stone Ridge, Nova Iorque, 30 de agosto de 2012) foi um proeminente autor e professor do Eneagrama de Personalidade.

## Biografia
Don Riso nasceu em Biloxi, Mississippi, embora tenha crescido em Louisiana, mais especificamente na cidade de New Orleans. Em 1963 entrou para a Companhia de Jesus, e posteriormente se graduou em Filosofia e Inglês, tendo estudado também Comunicação Social e Psicologia Social. 
Em 1973, quando estudava Teologia em Toronto, teve seu primeiro contato com o Eneagrama, na forma de breves esboços. Nos anos seguintes, Don passaria a se dedicar integralmente ao estudo da nova ferramenta, ao ponto de fundar, em 1986, o Enneagram Institute em Nova Iorque (posteriormente relocado para Stone Ridge) a fim de organizar treinamentos e seminários. 
No ano seguinte, lança finalmente seu primeiro livro, Personality Types, o qual é até hoje conhecido como um dos principais trabalhos na área. Três anos depois seria a vez de seu segundo livro, Understanding the Enneagram. 
Em 1991 conhece Russ Hudson, que viria a ser coautor de todos os seus livros subsequentes, dentre eles A Sabedoria do Eneagrama, lançado em 1999 e tido como a obra definitiva sobre o Eneagrama.  Juntos ambos formularam também o teste de personalidade Riso-Hudson Enneagram Type Indicator. 
Nos últimos anos de vida, Don dedicava-se também ao Nine Domains Approach, uma abordagem do Eneagrama voltada especificamente para grupos.  Além disso, foi um estudante espiritual de A.H. Almaas até vir a falecer em 2012, aos 66 anos, em decorrência de um câncer. 

## Legado
Don Riso foi o responsável por cunhar boa parte da terminologia em voga no Eneagrama, além de conceitos como os medos e desejos fundamentais de cada tipo. Ainda assim, frequentemente considera-se que uma de suas principais contribuições ao estudo da ferramenta foi o de apresentar os nove níveis de desenvolvimento de cada tipo, descritos por Ken Wilber como “a dimensão vertical do Eneagrama”. 